# Existencias de seguridad
Existencias de seguridad o stock de seguridad es un término utilizado en logística para describir el nivel extra de existencias que se mantienen en almacén para hacer frente a las variaciones de la demanda, suministro o producción. Las existencias de seguridad se generan para reducir las incertidumbres que se producen en la oferta y la demanda. 

## Por qué tener existencias de seguridad
El stock de seguridad permite a las empresas satisfacer la demanda de los clientes aunque la empresa se encuentre con una de las situaciones siguientes:
- retraso del proveedor
- huelga del almacén
- crecimiento no previsto de la demanda en un producto
- avería en la máquina de producción
- etc.

Globalmente, permite evitar las rupturas de stock generadas, o por retraso del proveedor, o por evolución no prevista de la demanda.

## Cálculo
El cálculo de las existencias de seguridad está basado en los elementos siguientes :
- Plazo de entrega de los pedidos
- Desviación estándar del plazo de entrega de los pedidos
- Demanda de las existencias de seguridad
- Desviación estándar de la demanda
- Tasa de servicio deseado (resulta de este valor un coeficiente multiplicador)

- Cálculo detallado del stock de seguridad